# Konstandinos Triandafilopulos
Konstandinos „Kostas” Triandafilopulos (gr. Κωνσταντίνος "Κώστας" Τριανταφυλλόπουλος; ur. 3 kwietnia 1993 w Koryncie) – grecki piłkarz występujący na pozycji obrońcy.

## Kariera klubowa
Jest wychowankiem amatorskiego klubu Tyhella Aigeira. Latem 2006 roku, po utworzeniu grup młodzieżowych w Asteras Derweni, przeniósł się do tego klubu. W lipcu 2007 roku przeszedł do akademii Panathinaikos AO. W 2009 roku podpisał pierwszy profesjonalny kontrakt. W 2012 roku został włączony do seniorskiego zespołu tej drużyny, która występowała w Superleague Ellada. W sezonie 2012/13 uplasował się z drużyną na 6. pozycji. Jednak jego klub nie otrzymał licencji na grę w europejskich pucharach.

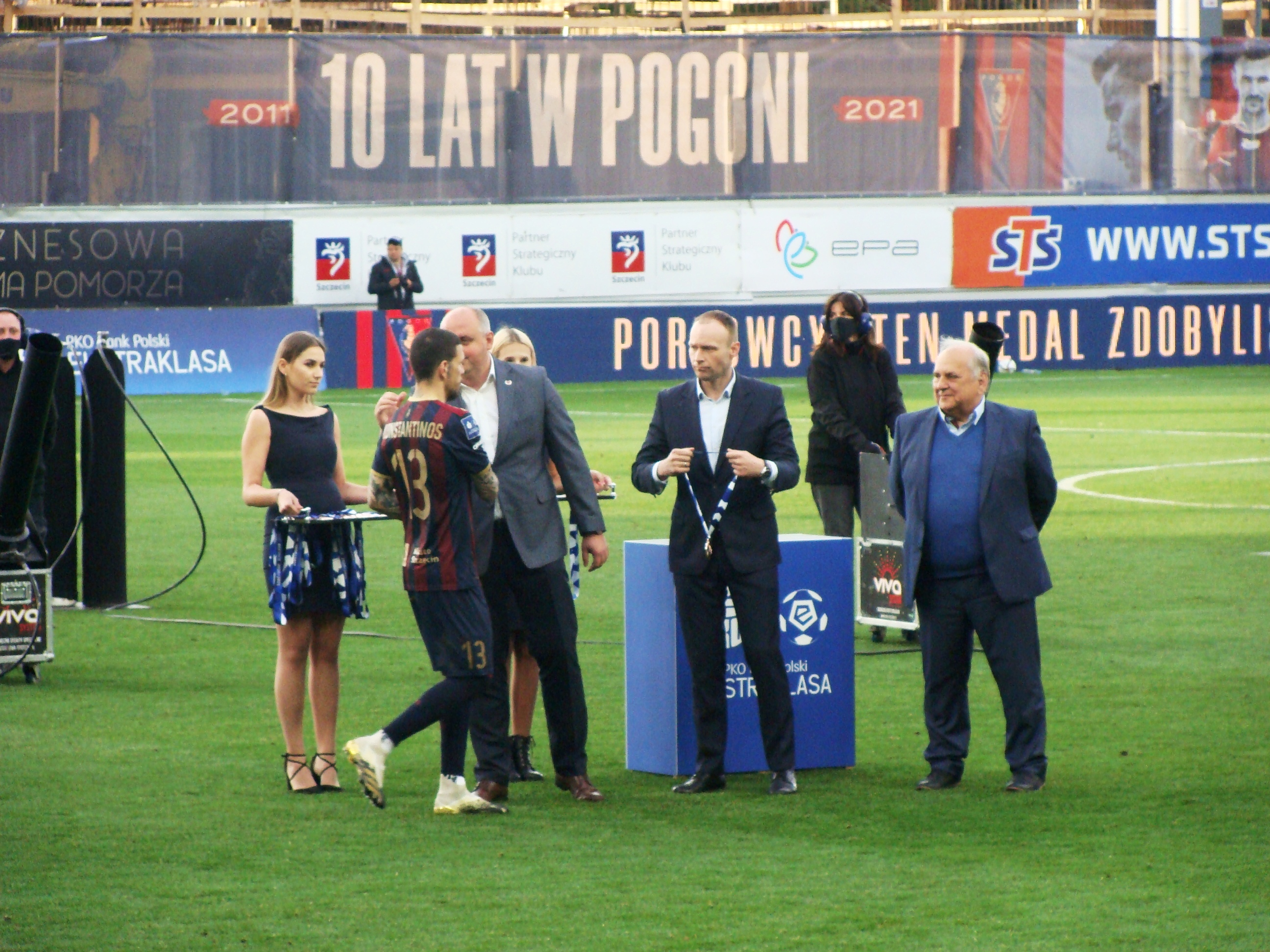
Konstandinos Triandafilopulos odbiera medal za zdobycie III miejsca w Ekstraklasie w sezonie 2020/2021

W sezonie 2013/14 zajął z zespołem 4. miejsce, które dawało szansę gry w barażach o miejsce w eliminacjach do Ligi Mistrzów i zdobył Puchar Grecji. W barażach jego drużyna zajęła 1. pozycji, dzięki czemu mogła zagrać w tych eliminacjach. Mecze III rundy kwalifikacyjnej do Ligi Mistrzów odbyły się 30 lipca i 5 sierpnia 2014 roku. Triandafilopulos w obu meczach ze Standardem Liège zagrał po 90 minut. Jednak jego drużyna przegrała w dwumeczu 1:2. W 2016 roku przeszedł do klubu Asteras Tripolis, gdzie zanotował 59 występów. Latem 2019 roku podpisał dwuletnią umowę z Pogonią Szczecin.

## Kariera reprezentacyjna
Triandafilopulos wystąpił w młodzieżowej reprezentacji Grecji U-19 w pięciu spotkaniach, w U-20 w siedmiu meczach, natomiast w U-21 wystąpił w 8 spotkaniach.
W reprezentacji U-21 dwukrotnie wystąpił w meczach przeciwko Polsce w eliminacjach do Mistrzostwa Europy U-21 w 2015 roku. Pierwszy mecz z Polską odbył się 19 listopada 2013 w Krakowie. Zagrał 90 minut, jednak jego drużyna przegrała to spotkanie 1:3. Drugi mecz odbył się 9 września 2014 roku w Katerini. Konstandinos Triandafilopulos ponownie zagrał 90 minut, a jego drużyna wygrała 3:1. Ostatecznie jego drużyna zajęła 2. miejsce w grupie, jednak nie uzyskała awansu na te mistrzostwa. Do pierwszej w tabeli Szwecji zabrakło 1 punktu.

## Statystyki

### Klubowe
(aktualne na 16 stycznia 2022)
| Klub               | Sezon                     | Liga                      | Liga  | Liga   | Puchar kraju | Puchar kraju | Europa | Europa | Suma  | Suma   |
| Klub               | Sezon                     | Liga                      | Mecze | Bramki | Mecze        | Bramki       | Mecze  | Bramki | Mecze | Bramki |
| ------------------ | ------------------------- | ------------------------- | ----- | ------ | ------------ | ------------ | ------ | ------ | ----- | ------ |
| Panathinaikos AO   | 2012/2013                 | Superleague Ellada        | 16    | 0      | 3            | 0            | 2      | 0      | 21    | 1      |
| Panathinaikos AO   | 2013/2014                 | Superleague Ellada        | 31    | 1      | 8            | 0            | –      | –      | 39    | 1      |
| Panathinaikos AO   | 2014/2015                 | Superleague Ellada        | 22    | 1      | 5            | 0            | 9      | 0      | 36    | 1      |
| Panathinaikos AO   | 2015/2016                 | Superleague Ellada        | 4     | 0      | 2            | 0            | 2      | 0      | 8     | 0      |
| Panathinaikos AO   | Łącznie w Panathinaikosie | Łącznie w Panathinaikosie | 73    | 2      | 18           | 0            | 13     | 0      | 104   | 2      |
| Asteras Tripolis   | 2015/2016                 | Superleague Ellada        | 1     | 0      | 1            | 0            | –      | –      | 2     | 0      |
| Asteras Tripolis   | 2016/2017                 | Superleague Ellada        | 5     | 0      | –            | –            | –      | –      | 5     | 0      |
| Asteras Tripolis   | 2017/2018                 | Superleague Ellada        | 29    | 0      | 4            | 1            | –      | –      | 33    | 1      |
| Asteras Tripolis   | 2018/2019                 | Superleague Ellada        | 25    | 0      | 8            | 0            | 2      | 0      | 35    | 0      |
| Asteras Tripolis   | Łącznie w Asterasie       | Łącznie w Asterasie       | 60    | 0      | 13           | 1            | 2      | 0      | 75    | 1      |
| Pogoń Szczecin     | 2019/2020                 | Ekstraklasa               | 32    | 1      | 1            | 0            | –      | –      | 33    | 1      |
| Pogoń Szczecin     | 2020/2021                 | Ekstraklasa               | 17    | 1      | 2            | 0            | –      | –      | 19    | 1      |
| Pogoń Szczecin     | 2021/2022                 | Ekstraklasa               | 19    | 2      | 1            | 0            | 2      | 0      | 22    | 2      |
| Pogoń Szczecin     | Łącznie w Pogoni          | Łącznie w Pogoni          | 68    | 4      | 4            | 0            | 2      | 0      | 74    | 4      |
| Łącznie w karierze | Łącznie w karierze        | Łącznie w karierze        | 201   | 6      | 35           | 1            | 17     | 0      | 253   | 7      |

## Życie prywatne
Urodził się w 1993 roku w Koryncie jako syn rybaka Spyrosa i Jorgii. Dzieciństwo spędził we wsi Mawra Litaria w regionie Peloponez.

## Sukcesy
Panathinaikos AO
- Puchar Grecji: 2013/14
- II miejsce w Superleague Ellada: 2014/2015

Pogoń Szczecin
- III miejsce w Ekstraklasie: 2020/2021